# Thermoplasmatales
Die Thermoplasmatales sind eine Ordnung der Klasse der Thermoplasmata innerhalb der Euryarchaeota, neben den Methanomassiliicoccales als Schwestergruppe. Sie umfassen thermophile und extrem acidophile, also hitze- und säureliebende Mikroorganismen. Ihre Wuchsoptima liegen bei 40 bis 60 °C und einem pH-Wert von 0,5 bis 2. Sie sind die einzigen bekannten Lebewesen, die bei einem pH-Wert von ca. 0 überleben und wachsen können (Picrophilus). Dabei wird der pH-Wert im Zellinneren konstant bei etwa 7 gehalten. Thermoplasmatales sind kugelförmige, nur 0,5 bis 2 µm große Archaeen; meistens ohne Zellwand (mit Ausnahme von Picrophilus). Manche Arten weisen Flagellen auf. Sie ernähren sich wahrscheinlich von den organischen Überresten anderer Lebewesen, die durch die extremen Umweltbedingungen ihres Lebensraums umgekommen sind.

## Systematik

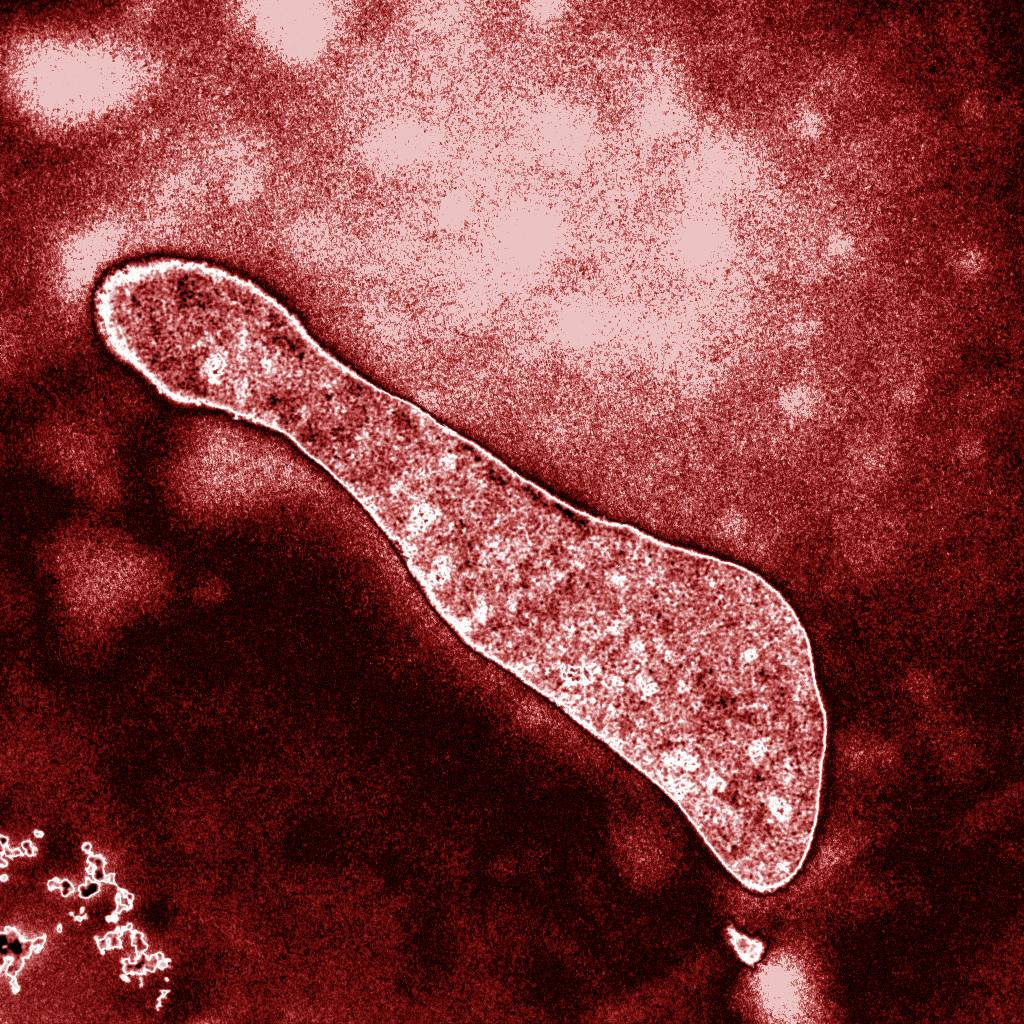
Ferroplasma acidiphilum

Die herkömmliche Taxonomie der Ordnung Thermoplasmatales unterscheidet vier Familien mit fünf Gattungen, dazu kommt eine nicht näher klassifizierte Klade Archaeal group 2. In der Metagenomik-dominierten Genome Taxonomy Database (GTDB) werden die vier herkömmlichen Familien in der Typ-Familie Thermoplasmataceae zusammengefasst, dafür tritt eine andere per Metagenomik identifizierte Familie nahestehender Archaeen mit vorläufiger Bezeichnung GCA-001856825 hinzu.
Die hier angegebene auszugsweise Systematik mit Stand Ende Februar 2023 folgt im Wesentlichen der herkömmlichen Taxonomie (inklusiver der Klade Archaeal group 2) mit Ergänzungen nach der GTDB. Es bedeuten:
- N – National Center for Biotechnology Information (NCBI) - Taxonomy Browser[4]
- L – List of Prokaryotic names with Standing in Nomenclature (LPSN)[3][A. 2]
- G – Genome Taxonomy Database (GTDB)[5]

- Ordnung Thermoplasmatales Reysenbach 2002(G,N)

- Gattung Cuniculiplasma Golyshina et al. 2016(N)
  - Spezies Cuniculiplasma divulgatum Golyshina et al. 2016(N) [Thermoplasmatales archaeon PM4,(N) ], mit Referenzstamm S5 alias JCM 30642 oder VKM B-2941
− Fundort: Saures Oberflächenwasser einer Kupfermine in Mynydd Parys, Insel Anglesey, Wales(N)−
sowie Stamm PM4 alias JCM 30641 oder VKM B-2940
− Fundort: Saures Oberflächenwasser einer Kupfermine in Cantareras, Spanien.(N)−
und Isolat clean2874
− Fundort: Sediment der Grubenentwässerung, Daobaoshan, Guangdong
  - Spezies Cuniculiplasma sp. C_DKE(N)
− Fundort: Grubenentwässerung, Drei Kronen & Ehrt, Harz

- Gattung Acidiplasma Golyshina et al. 2009(N)
  - Spezies Acidiplasma Golyshina et al. 2009,(N) mit Stamm V alias DSM:18409 oder JCM:14615(N)
− Fundort: Sand/Kies eines Hydrothermalbeckens, Insel Vulcano, Italien
  - Spezies Acidiplasma cupricumulans (Hawkes et al. 2008) Golyshina et al. 2009(N) [früher Ferroplasma cupricumulans Hawkes et al. 2008,(N) Ferroplasma cyprexacervatum], mit Stamm BH2 alias DSM:16651 oder JCM:13668(N)
− Fundort: Mineralisches Sulfiderz, Minengelände von Monywa
  - Spezies Acidiplasma sp. MBA-1(N)
− Fundort: Faserbrei eines Bioreaktors zur Biobleiche, Moskau, Russland

- Gattung Ferroplasma Golyshina et al. 2000 emend. Hawkes et al. 2008(N)
  - Spezies „Ferroplasma acidarmanus“ Dopson et al. 2004 oder Edwards et al. 2000,(N) mit Stämmen Fer1(N) und Type 1(N)
− Fundorte: Fer1: In Schlammströmen und an Pyritoberflächen in einem Sulfiderzkörper, Iron Mountain Mine, Kalifornien; Type 1: Rosa Biofilm von fließendem saurem Grubenwasser der Richmond Mine, Iron Mountain.
  - Spezies Ferroplasma acidiphilum Golyshina et al. 2000(N) [Ferromonas metallovorans(N)], mit Stamm DSM:12658 alias JCM:10970(N)
− Fundort: Pyrit-Auslaugungs-Pilotanlage, Kasachstan
  - Spezies Ferroplasma thermophilum Zhou et al. 2008,(N) [Ferroplasma sp. L1(N)]
  - Spezies Ferroplasma sp. IESL24(N)
− Fundort: Industrielle Kupfer-Biolaugungsanlage in der Escondida-Mine, Chile
  - Spezies Ferroplasma sp. JTC3(N)
  - Spezies Ferroplasma sp. OL10-04(N)
− Fundort: Pyrrhotin-haltiges Arsenopyrit-Gold-Arsen-Erz der Olympiadinskoe Lagerstätte, Russland
  - Spezies Ferroplasma sp. clone E8A015(N)
− Fundort: Saure, hydrothermal modifizierte vulkanische Böden
  - Spezies Ferroplasma sp. Type II(N)
− Fundort: In Schlammströmen und an Pyritoberflächen in einem Sulfiderzkörper, Iron Mountain Mine, Kalifornien

- Mitglieder der Ferroplasmataceae/Ferroplasmaceae ohne Gattungszuweisung
  - Spezies Ferroplasmaceae archaeon UBA567(N)
− Fundort: Richmond Mine, Location AB20
  - Spezies Ferroplasmaceae archaeon WS(N) [Ferroplasmataceae archaeon WS(N)]
− Fundort: Vulkanische Böden, Insel Nisyros, Griechenland
  - Spezies Uncultured archaeon MS14(N)
− Fundort: Geothermalquellen der Insel Montserrat, Karibik

- Gattung Picrophilus Schleper et al. 1996(L,N)
  - Spezies Picrophilus oshimae Schleper et al. 1996,(L,N) mit Stamm DSM 9789
− Fundort: Kawayu Onsen, Hokkaidō
  - Spezies Picrophilus torridus Zillig et al. 1996,(L,N) mit Stamm KAW 2/3 alias DSM 9790
− Fundort: Solfatarfeld Kawayu Onsen, Hokkaidō
  - Spezies Picrophilus sp. enrichment culture DGGE gel band SedJLblack1(N)
− Fundort: Extrem saures Sediment des Río Tinto, Spanien
  - Spezies Picrophilus sp. enrichment culture DGGE gel band SedJLblack2(N)
− Fundort: Extrem saures Sediment des Río Tinto, Spanien
  - Spezies Picrophilus sp. enrichment culture DGGE gel band SedJLblack3(N)
− Fundort: Extrem saures Sediment des Río Tinto, Spanien

- Gattung Thermoplasma Darland et al. 1970(N)
  - Spezies Thermoplasma acidophilum corrig. Darland et al. 1970(N) [Thermoplasma acidophila Darland et al. 1970(N)], mit Stamm AMRC-C 165 alias ATCC 25905 oder DSM 1728(N)
− Fundort: Kohlenhalde, USA
  - Spezies Thermoplasma volcanium Segerer et al. 1988,(N) mit Stamm GSS1 alias ATCC 51530 oder DSM 4299(N)
− Fundort: Saure terrestrische Solfatare, Insel Vulcano, Italien
  - Spezies „Thermoplasma thiooxidans“ Li et al. 1994, mit Stamm ES-23(L)
− Fundort: Selbsterhitzende Kohlehalde, Sichuan, China.
  - Spezies Thermoplasma sp. 67.1(N)
− Fundort: Menschliche Fäkalien
  - Spezies Thermoplasma sp. B2_KD3(N)
− Fundort: Solfatarfeld Tangkuban Perahu, West-Java
  - Spezies Thermoplasma sp. Kam2015(N)
− Fundort: Uson-Caldera, Kamtschatka
  - Spezies Thermoplasma sp. P61(N)
− Fundort: Peitou Hot Spring, Taipeh, Taiwan
  - Spezies Thermoplasma sp. S01(N)
− Fundort: Kusatsu Onsen, Präfektur Gunma, Japan
  - Spezies Thermoplasma sp. S02(N)
− Fundort: Kusatsu Onsen, Präfektur Gunma, Japan
  - Spezies Thermoplasma sp. W1_KD3(N)
− Fundort: Solfatarfeld Tangkuban Perahu, West-Java
  - Spezies Thermoplasma sp. XT101(N)
− Fundort: Bodenprobe, Japan
  - Spezies Thermoplasma sp. XT102(N)
− Fundort: Bodenprobe, Japan
  - Spezies Thermoplasma sp. XT103(N)
− Fundort: Bodenprobe, Japan
  - Spezies Thermoplasma sp. XT107(N)
− Fundort: Bodenprobe, Japan
  - Spezies Thermoplasma sp. enrichment culture DGGE gel band SedJLblack5(N)
− Fundort: Extrem saures Sediment des Río Tinto, Spanien

- Gattung Candidatus Scheffleriplasma Krause et al. 2022(L) [B-DKE](G)]
  - Spezies Ca. Scheffleriplasma hospitalis Krause et al. 2022(L) [B-DKE sp002204705(G), Thermoplasmatales archaeon B_DKE(N)] mit Stamm B-DKE(G,N) − Fundort: Drei Kronen & Ehrt, Montanregion Harz
  - Spezies B-DKE sp011334705(G) mit Uncultivated Euryarchaeota archaeon SpSt-787(G,N) − Fundort: Obsidian Pool, Yellowstone-Nationalpark

- Gattung GCA-001856825(G)
  - Spezies GCA-001856825 sp001856825(G) mit Thermoplasmatales archaeon I-plasma − Fundort: Schlammströme und Pyritoberflächen in einem Sulfiderzkörper, Iron Mountain, Kalifornien

- Gattung JAFMDN01(G)
  - Spezies JAFMDN01 sp017857235(G) mit Euryarchaeota archaeon isolate CPBay_Spr30G08_8(G,N) – Fundort: Chesapeake Bay, USA

- Gattung Thermogymnomonas Itoh et al. 2007(L,N)  (GTDB: zu Thermoplasmataceae)
  - Spezies Thermogymnomonas acidicola Itoh et al. 2007,(N) mit Stamm JCM 13583(N)
− Fundort: Solfatar-Boden, Präfektur Kanagawa, Japan

- Mitglieder der Archaeal group 2 ohne Gattungszuweisung
  - Spezies Archaebacterial symbiont RS406(N)
− Fundort: Termitendarm (Reticulitermes speratus)
  - Spezies Thermoplasmatales archaeal group 2 archaeon JGI 01_I9(N)
− Fundort: Pazifik: Subtropischer Nordpazifikwirbel
  - Spezies Thermoplasmatales archaeal group 2 archaeon JGI 01_L22(N)
− Fundort: ebenda
  - Spezies Thermoplasmatales archaeal group 2 archaeon JGI 02_E19(N)
− Fundort: ebenda
  - Spezies Thermoplasmatales archaeal group 2 archaeon JGI 02_J17(N)
− Fundort: ebenda
  - Spezies Thermoplasmatales archaeal group 2 archaeon JGI _01_I19(N)
− Fundort: ebenda

### Thermoplasma

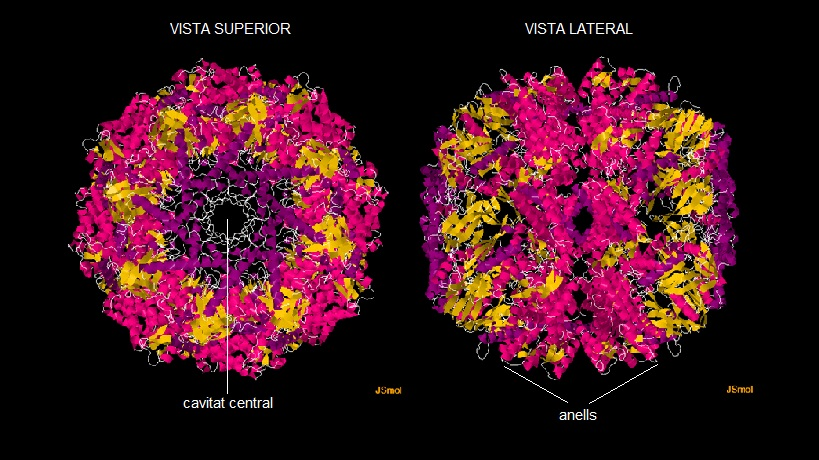
3D-Darstellung eines Thermosoms von Thermoplasma acidophilum

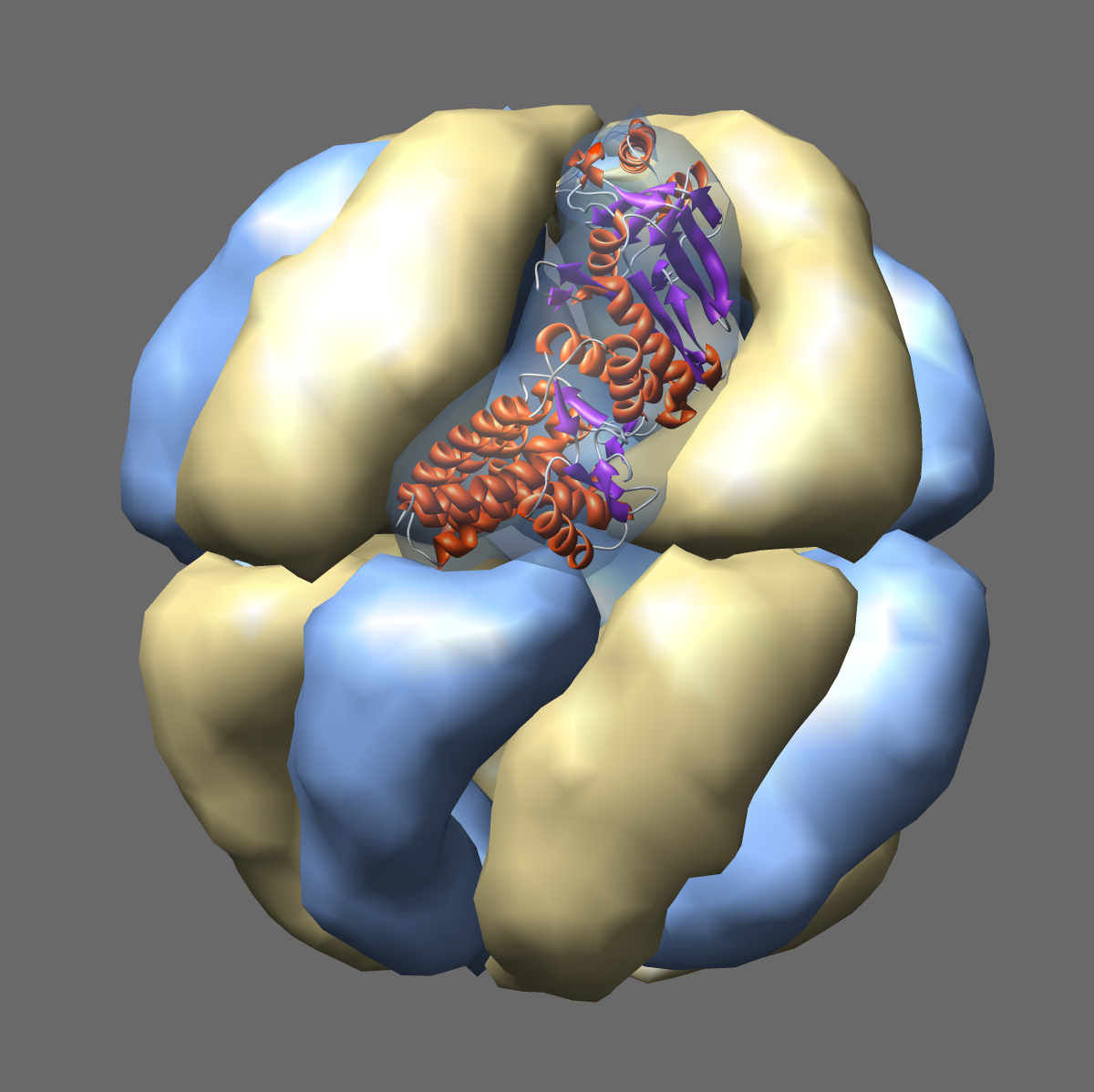
Alternative Darstellung des Thermosoms aus T. acidophilum mit 2 Proteinen (blau & gelb) in jeweils in 8 Kopien

Thermoplasma acidophilum und T. volcanium wachsen optimal bei einer Temperatur von 55 bis 60 °C und einem pH-Wert um 2. Sie können anaerob Schwefel veratmen oder aber auch aerob wachsen. Zum ersten Mal beschrieben wurden sie von T. D. Brock 1970. Aufgrund der fehlenden Zellwand ordnete man sie damals noch den Mycoplasmen zu. Man findet sie zum Beispiel auf sich selbst entzündenden Kohleabraumhalden, da sie die dort durch Verbrennung entstandenen Kohlereste verwerten können. T. volcanium findet man auch auf vulkanischen, sauren Böden. Die Zellmembran besteht aus Lipoglycan. Das Grundgerüst dieses Moleküls besteht aus Tetraetherlipidmonoschichten. Zuckermoleküle wie Mannose und Glukose sind mit den Etherlipiden verknüpft. Außerdem sind in die Membran Glycoproteine eingelagert, was zu einer größeren Stabilität bei hohen Temperaturen führt. Das Genom ist mit 1,56 Mbp (Megabasenpaare) relativ klein. 1509 Open Reading Frames (ORFs) konnten darauf lokalisiert werden. Die DNA wird mittels basischen Proteinen zu kugelförmigen Gebilden verpackt. Thermoplasma acidophilum und Verwandte besitzen Chaperonine als komplexe Hitzeschockproteine, die bei diesen Organismen auch Termosome genannt werden. Der Begriff Thermosom wurde ursprünglich geprägt, um das Chaperonin aus Pyrodictium occultum zu bezeichnen, wo es erstmals entdeckt wurde, wird aber heute als Oberbegriff für alle Archaeen-Chaperonine verwendet.

### Ferroplasma
Ferroplasma ist nicht thermophil, wächst also bei niedrigeren Temperaturen um die 35 °C. Ferroplasma besitzt die Fähigkeit, Eisen zu oxidieren (Fe2+ zu Fe3+). Da bei dieser Reaktion Säure entsteht, schafft sich dieser acidophile Organismus selbst eine optimale Umgebung. Eisen dient dabei nicht nur der Gewinnung von Energie, es spielt auch im Anabolismus eine Rolle. So stellte man fest, dass mehr als 80 Prozent der Proteine von Ferroplasma acidiphilum Eisenatome enthalten. Finden kann man Ferroplasma vor allem in saurem Bergwerkswasser.

### Picrophilus

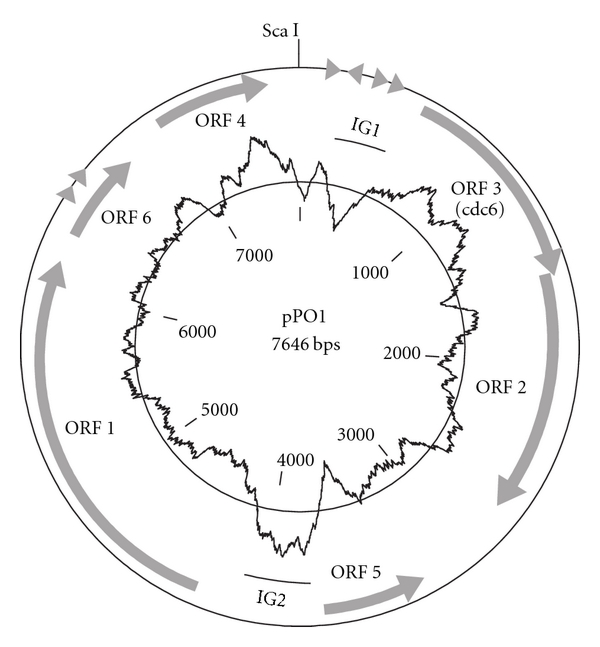
Schematischer Aufbau des Plasmids pPO1 aus dem hyperacidophilen Picrophilus oshimae

Picrophilus besitzt eine aus Protein aufgebaute Zellwand. Im Gegensatz zu Ferroplasma und Thermoplasma ist sein GC-Gehalt niedrig. Picrophilus ist wohl der säuretoleranteste Organismus der Welt. Sein Wachstumsoptimum liegt bei pH 0,7. Jedoch kann er auch bis pH -0,06 wachsen. Ursache für diese extreme Acidophilie ist wahrscheinlich die Lipidanordnung der Zellmembran. Im extrem sauren Milieu liegen die Lipide eng aneinander. Bei höherem pH-Wert (ab pH 4) entstehen jedoch Lücken zwischen den Lipiden, was schließlich zur Degradierung der Membran führt. Picrophilus oshimae besitzt ein pPO1 genanntes Plasmid.

### Ca.Scheffleriplasma

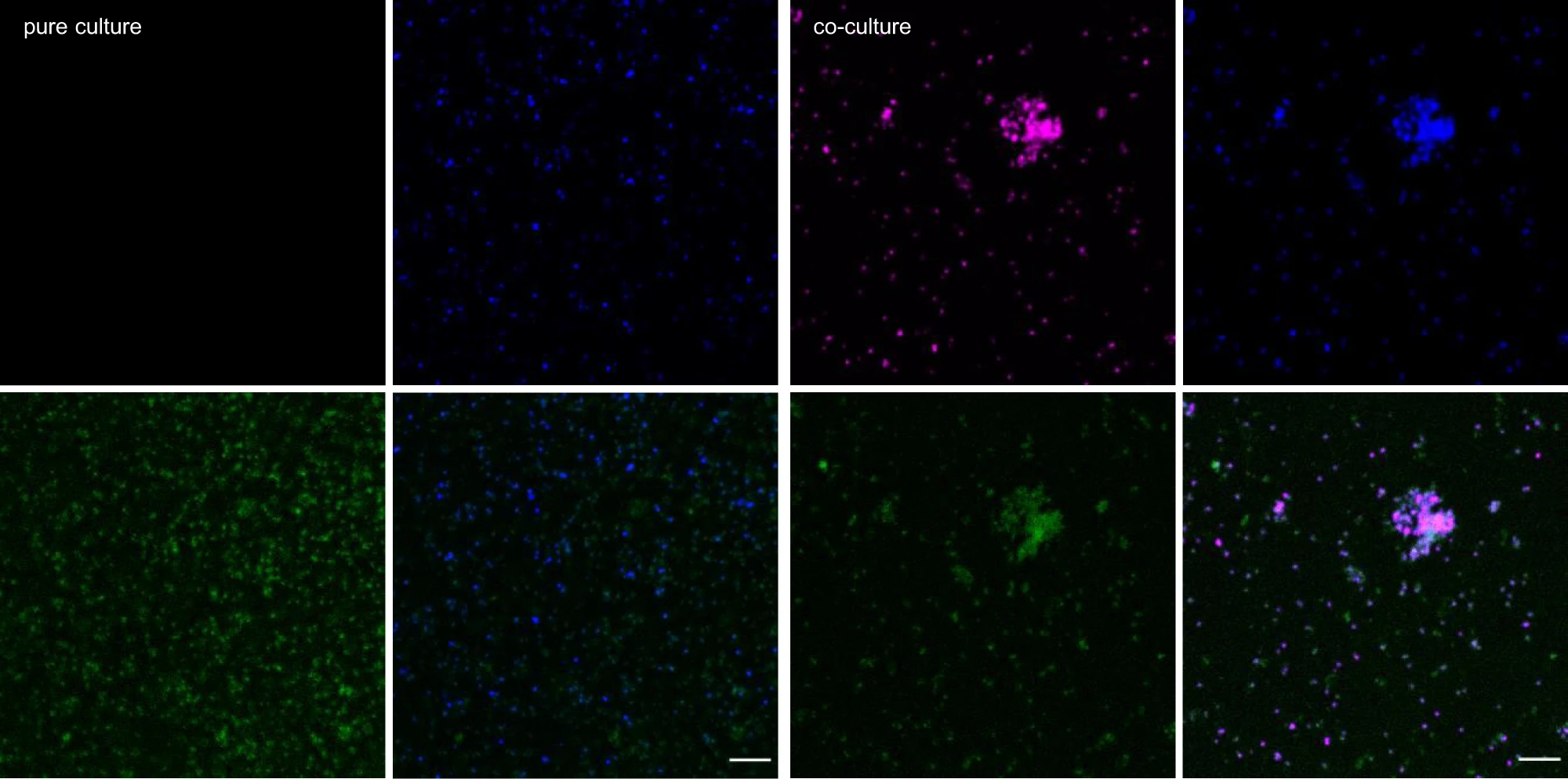
Ca. Scheffleriplasma hospitalis (blau) in Reinkultur (links) und in Co-Kultur mit Ca. Micrarchaeum harzensis (magenta).

Die zuerst im Harz gefundene und nach dem Geologen Horst Scheffler benannte Gattung Ca. Scheffleriplasma (GTDB: B-DKE, benannt nach dem Referenzstamm) gehört nach der GTDB zur Familie Thermoplasmataceae. Wie Susanne Krause et al 2022 zeigten, kann die Spezies Ca. Scheffleriplasma hospitalis (GTDB: B-DKE sp002204705) frei oder in Symbiose (Co-Kultur) zusammen mit Ca. Micrarchaeum harzensis (zu Micrarchaeota innerhalb der DPANN-Archaeen) als Symbionten leben. Die Interaktionen zwischen dem Thermoplasma-Wirt und dem DPANN-Symbionten hängen von der Bildung eines Biofilms ab. Der Symbiont Ca. Micrarchaeum harzensis auf den Erwerb von Metaboliten aus seinem Wirt angewiesen. Aus 2012 entnommenen Sedimentproben vom Obsidian Pool im Yellowstone-Nationalpark konnte 2018 durch Zhichao Zhou von der Universität Hongkong in silico das Metagenomik-Isolat SpSt-787 rekonstruiert werden, das nach der GTDB eine weitere Spezies (GTDB: B-DKE sp011334705) dieser Gattung darstellt.

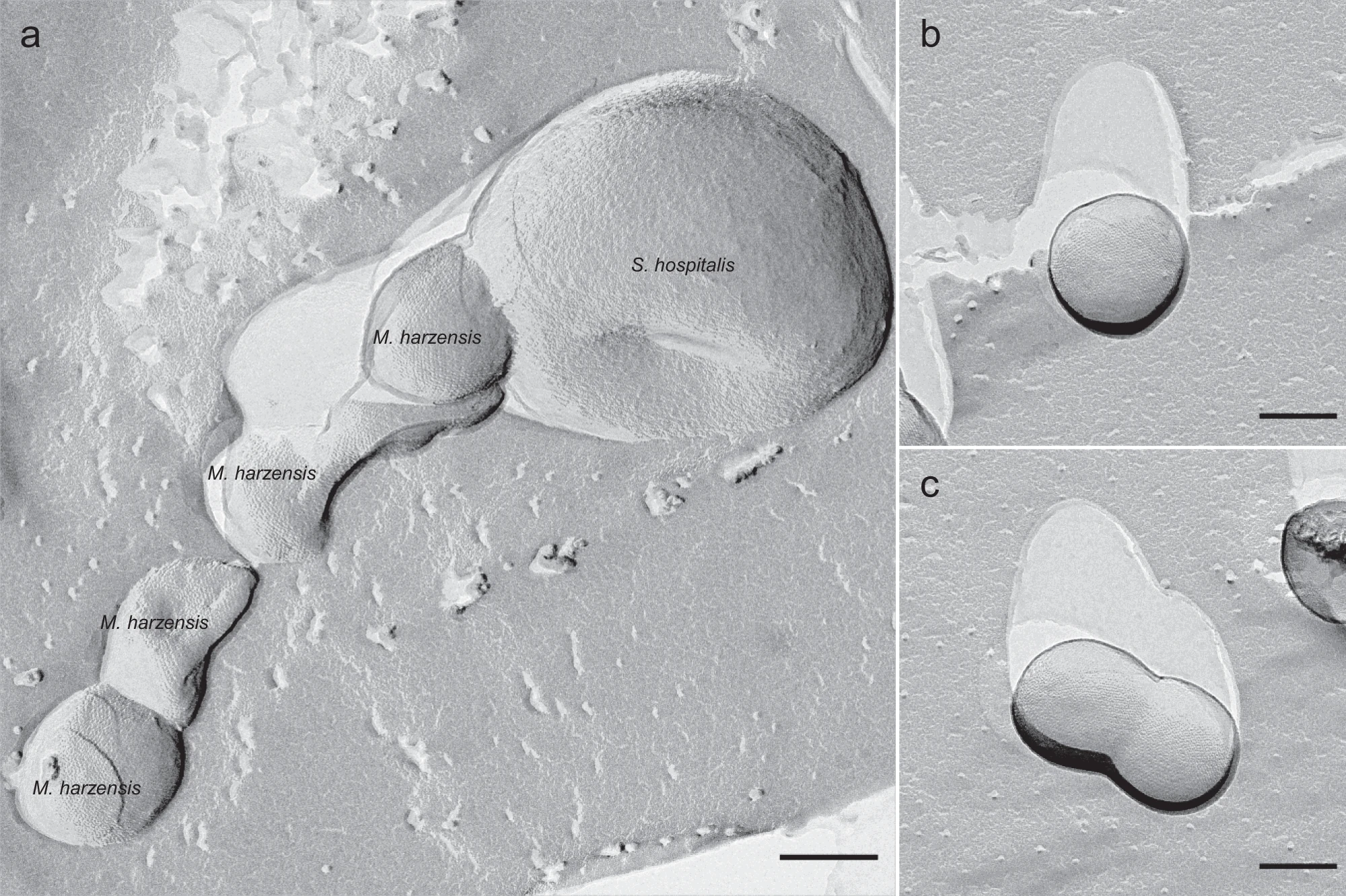
EM-Aufnahmen von Ca. S. hospitalis und Ca. M. harzensis.
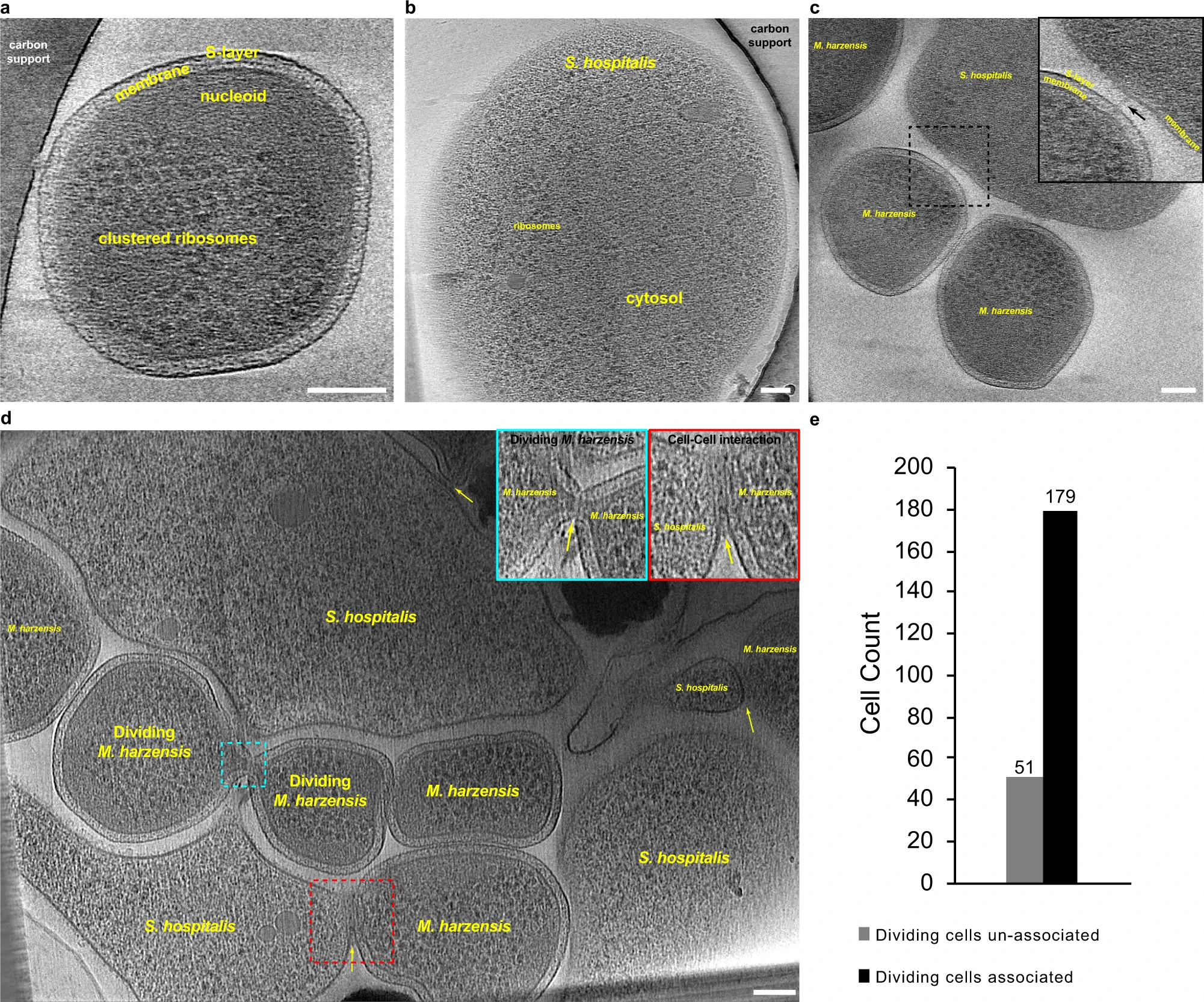
Cryo-ET-Aufnahmen von Ca. S. hospitalis und Ca. M. harzensis.

## Phylogenie
Phylogenetischer Baum der Thermoplasmatales mit Methanomassiliicoccales als Außengruppe:
|  | Cuniculiplasmataceae                                                 |
|  |                                                                      |
|  | \| \| Picrophilaceae \| \| \| \| \| \| Ferroplasmataceae \| \| \| \| |
|  |                                                                      |
|  | Picrophilaceae                                                       |
|  |                                                                      |
|  | Ferroplasmataceae                                                    |
|  |                                                                      |

|  | Picrophilaceae    |
|  |                   |
|  | Ferroplasmataceae |
|  |                   |

|  | Cuniculiplasmataceae                                                 |
|  |                                                                      |
|  | \| \| Picrophilaceae \| \| \| \| \| \| Ferroplasmataceae \| \| \| \| |
|  |                                                                      |
|  | Picrophilaceae                                                       |
|  |                                                                      |
|  | Ferroplasmataceae                                                    |
|  |                                                                      |

|  | Picrophilaceae    |
|  |                   |
|  | Ferroplasmataceae |
|  |                   |

|  | Cuniculiplasmataceae                                                 |
|  |                                                                      |
|  | \| \| Picrophilaceae \| \| \| \| \| \| Ferroplasmataceae \| \| \| \| |
|  |                                                                      |
|  | Picrophilaceae                                                       |
|  |                                                                      |
|  | Ferroplasmataceae                                                    |
|  |                                                                      |

|  | Picrophilaceae    |
|  |                   |
|  | Ferroplasmataceae |
|  |                   |

|  | Cuniculiplasmataceae                                                 |
|  |                                                                      |
|  | \| \| Picrophilaceae \| \| \| \| \| \| Ferroplasmataceae \| \| \| \| |
|  |                                                                      |
|  | Picrophilaceae                                                       |
|  |                                                                      |
|  | Ferroplasmataceae                                                    |
|  |                                                                      |

|  | Picrophilaceae    |
|  |                   |
|  | Ferroplasmataceae |
|  |                   |

|  | Cuniculiplasmataceae                                                 |
|  |                                                                      |
|  | \| \| Picrophilaceae \| \| \| \| \| \| Ferroplasmataceae \| \| \| \| |
|  |                                                                      |
|  | Picrophilaceae                                                       |
|  |                                                                      |
|  | Ferroplasmataceae                                                    |
|  |                                                                      |

|  | Picrophilaceae    |
|  |                   |
|  | Ferroplasmataceae |
|  |                   |

|  | Cuniculiplasmataceae                                                 |
|  |                                                                      |
|  | \| \| Picrophilaceae \| \| \| \| \| \| Ferroplasmataceae \| \| \| \| |
|  |                                                                      |
|  | Picrophilaceae                                                       |
|  |                                                                      |
|  | Ferroplasmataceae                                                    |
|  |                                                                      |

|  | Picrophilaceae    |
|  |                   |
|  | Ferroplasmataceae |
|  |                   |

|  | Cuniculiplasmataceae                                                 |
|  |                                                                      |
|  | \| \| Picrophilaceae \| \| \| \| \| \| Ferroplasmataceae \| \| \| \| |
|  |                                                                      |
|  | Picrophilaceae                                                       |
|  |                                                                      |
|  | Ferroplasmataceae                                                    |
|  |                                                                      |

|  | Picrophilaceae    |
|  |                   |
|  | Ferroplasmataceae |
|  |                   |

|  | Cuniculiplasmataceae                                                 |
|  |                                                                      |
|  | \| \| Picrophilaceae \| \| \| \| \| \| Ferroplasmataceae \| \| \| \| |
|  |                                                                      |
|  | Picrophilaceae                                                       |
|  |                                                                      |
|  | Ferroplasmataceae                                                    |
|  |                                                                      |

|  | Picrophilaceae    |
|  |                   |
|  | Ferroplasmataceae |
|  |                   |

|  | Cuniculiplasmataceae                                                 |
|  |                                                                      |
|  | \| \| Picrophilaceae \| \| \| \| \| \| Ferroplasmataceae \| \| \| \| |
|  |                                                                      |
|  | Picrophilaceae                                                       |
|  |                                                                      |
|  | Ferroplasmataceae                                                    |
|  |                                                                      |

|  | Picrophilaceae    |
|  |                   |
|  | Ferroplasmataceae |
|  |                   |

|  | Cuniculiplasmataceae                                                 |
|  |                                                                      |
|  | \| \| Picrophilaceae \| \| \| \| \| \| Ferroplasmataceae \| \| \| \| |
|  |                                                                      |
|  | Picrophilaceae                                                       |
|  |                                                                      |
|  | Ferroplasmataceae                                                    |
|  |                                                                      |

|  | Picrophilaceae    |
|  |                   |
|  | Ferroplasmataceae |
|  |                   |

|  | Cuniculiplasmataceae                                                 |
|  |                                                                      |
|  | \| \| Picrophilaceae \| \| \| \| \| \| Ferroplasmataceae \| \| \| \| |
|  |                                                                      |
|  | Picrophilaceae                                                       |
|  |                                                                      |
|  | Ferroplasmataceae                                                    |
|  |                                                                      |

|  | Picrophilaceae    |
|  |                   |
|  | Ferroplasmataceae |
|  |                   |

|  | Cuniculiplasmataceae                                                 |
|  |                                                                      |
|  | \| \| Picrophilaceae \| \| \| \| \| \| Ferroplasmataceae \| \| \| \| |
|  |                                                                      |
|  | Picrophilaceae                                                       |
|  |                                                                      |
|  | Ferroplasmataceae                                                    |
|  |                                                                      |

|  | Picrophilaceae    |
|  |                   |
|  | Ferroplasmataceae |
|  |                   |

|  | Cuniculiplasmataceae                                                 |
|  |                                                                      |
|  | \| \| Picrophilaceae \| \| \| \| \| \| Ferroplasmataceae \| \| \| \| |
|  |                                                                      |
|  | Picrophilaceae                                                       |
|  |                                                                      |
|  | Ferroplasmataceae                                                    |
|  |                                                                      |

|  | Picrophilaceae    |
|  |                   |
|  | Ferroplasmataceae |
|  |                   |

|  | Cuniculiplasmataceae                                                 |
|  |                                                                      |
|  | \| \| Picrophilaceae \| \| \| \| \| \| Ferroplasmataceae \| \| \| \| |
|  |                                                                      |
|  | Picrophilaceae                                                       |
|  |                                                                      |
|  | Ferroplasmataceae                                                    |
|  |                                                                      |

|  | Picrophilaceae    |
|  |                   |
|  | Ferroplasmataceae |
|  |                   |

|  | Cuniculiplasmataceae                                                 |
|  |                                                                      |
|  | \| \| Picrophilaceae \| \| \| \| \| \| Ferroplasmataceae \| \| \| \| |
|  |                                                                      |
|  | Picrophilaceae                                                       |
|  |                                                                      |
|  | Ferroplasmataceae                                                    |
|  |                                                                      |

|  | Picrophilaceae    |
|  |                   |
|  | Ferroplasmataceae |
|  |                   |

|  | Cuniculiplasmataceae                                                 |
|  |                                                                      |
|  | \| \| Picrophilaceae \| \| \| \| \| \| Ferroplasmataceae \| \| \| \| |
|  |                                                                      |
|  | Picrophilaceae                                                       |
|  |                                                                      |
|  | Ferroplasmataceae                                                    |
|  |                                                                      |

|  | Picrophilaceae    |
|  |                   |
|  | Ferroplasmataceae |
|  |                   |